# Грип, Эбба
Эбба Грип (швед. Ebba Grip, 1583 год, Бьорсеттер, Эстергётланд — 9 ноября 1666 года, Хёрнингсхольм, приход Мёркё, Сёдерманланд) — шведская дворянка, меценат, благотворитель, предприниматель. Дочь Морица Биргерссона Грипа. Фрайхеррина.

## Биография
Родителями Эббы были Мориц Биргерссон Грип, придворный и член шведского риксрода (1547—1591), и Эдла Стенсдоттер Лейонхувуд (умерла в 1586 году). В раннем детстве девочка потеряла мать, а затем и отца. Её воспитала бабушка, Эбба Монсдоттер Лиллихёк. Именно она обучила Эббу управлению большими поместьями своего рода, что она в течение многих лет эффективно осуществляла.
28 августа 1617 года Эбба Грип вышла замуж за члена риксрода Сванте Густавссона Банера. В последующие годы у них родилось семь детей, из которых трое умерли в детском возрасте. Мужем одной из её дочерей был дипломат и придворный королевы Кристины Эрик Карлссон Спарре.
После того, как муж Эббы был назначен губернатором Риги, она взяла в свои руки управление землями и замками двух родов — Грипов и Банеров (в том числе место своего рождения Бьорсеттер, переименованный в Морицберг в честь её отца, и остров Лидингё. Она следила за всем хозяйством, проводила инвентаризации, вела точный учёт доходов и расходов. Эбба также регулярно навещала своего мужа в Риге.
Супруги внесли большой вклад в восстановление Дандеридской церкви, а в 1623 году по их инициативе и на их средства была построена первая каменная церковь на Лидингё. В 1628 году муж Эббы скончался в Риге. Овдовевшая фрайхеррина Банер продолжила управлять поместьями своего мужа и собственными в течение 38 лет. Сохранились её письма к детям, в которых она наставляет их, как нужно молиться Богу, учиться и вести хозяйство.
Фрайхеррина умерла в 1666 году в Хёрнингсхольме. Она похоронена в Кафедральном соборе Уппсалы.